# Monte Adam (Falkland)
Il Monte Adam (in inglese Mount Adam, in spagnolo Monte Independencia o Monte Beaufort) è una montagna dell'isola Falkland Occidentale.  Con i suoi 698 m s.l.m. è il monte più alto dell’isola.

## Descrizione
Il monte Adam è più basso solo di alcuni metri rispetto alla vetta più alta dell'arcipelago, il Monte Usborne, che si trova sull'isola Falkland Orientale. Fa parte della catena montuosa delle Hill Cove Mountains.
Come le altre zone elevate delle Falklands, il monte Adam fu interessato da episodi glaciali. Le poche vette al di sopra dei 600 metri di quota sono caratterizzate da:
pronunciati corrie con piccoli laghi glaciali alla loro base, creste moreniche alla base di questi circhi e zone di accumulo  presenti alle quote più alte, mentre le altre zone dell'arcipelago sperimentarono un clima periglaciale .